# Ryszard Zawadzki (prawnik)
Ryszard Zawadzki (ur. 7 lutego 1829 we Lwowie, zm. 3 września 1887 w Szczawnicy) – polski prawnik, sędzia, poseł do Sejmu Krajowego Galicji i austriackiej Rady Państwa.

## Życiorys
Ukończył szkołę ludową i gimnazjum w Przemyślu, a następnie studia prawnicze na Uniwersytecie Franciszkańskim we Lwowie, uzyskując tytuł doktora prawa. Podczas studiów wziął udział w walkach z wojskiem austriackim we Lwowie (Wiosna Ludów 1848).
Praktykant kancelaryjny (koncypient) w lwowskim magistracie od 1851, a od następnego roku auskultant w sądzie krajowym we Lwowie, następnie pracownik komisji indemnizacyjnej w obwodzie samborskim od 1854. Od 1855 do 1860 pracował w austriackim Ministerstwie Sprawiedliwości. W  latach 1860–1860 był radcą sądu obwodowego w Tarnopolu. W 1868 otrzymał honorowe obywatelstwo tego miasta. Do 1874 ponownie pracował w Ministerstwie Sprawiedliwości, a w 1874 został prezydentem sądu obwodowego w Tarnowie.
Był posłem do Sejmu Krajowego Galicji V kadencji, wybranym z III kurii (większe miasta) z okręgu tarnowskiego w 1882. Wybrany do austriackiej Rady Państwa VII kadencji w 1885 z kurii II (gmin miejskich) z okręgu 4 (Tarnów – Bochnia), pełnił obie funkcje parlamentarne do śmierci w 1887. W parlamencie austriackim należał do grupy posłów  Koła Polskiego w Wiedniu.
Chory na serce zmarł podczas kuracji uzdrowiskowej w Szczawnicy 3 września 1887 na tętniaka serca.

## Stosunki rodzinne
Był synem Aleksandra Zawadzkiego, biologa, profesora matematyki i fizyki Uniwersytetu Lwowskiego. Żonaty z Pauliną Heimberger. Miał co najmniej dwóch synów, Jego teściem był Antoni Haimberger, profesor prawa rzymskiego i rektor Uniwersytetu Lwowskiego.